# Chingichngish
Chingichngish (Chinigchinich; također se piše Chung-itch'-nish ili Chin-ig-chin-ich), Glavni bog kojeg su obožavali Luiseñosi, a koji je postao istaknut nakon smrti Wiyota. Podučavao je ljude moralu i umijeću civilizacije prije odlaska prema zvijezdama, gdje se i danas smatra da bdije nad Indijancima iz misije.
Indijanci Juaneño, nazivali su ga malo drugačije, Chinigchinich. Kod njih on je isto glavni bog kojeg su obožavali, i koji je postao istaknut nakon smrti Ouiota. Imao je mnogo različitih imena uključujući Saor, Quagar, Tobet, Ouiamot i druga. Stvorio je pleme Juaneñno (koje je potisnuo prethodni narod koji je nekoć vodio Ouiot) i poučio ih moralu i umijeću civilizacije prije nego što je otišao prema zvijezdama, gdje se i danas smatra da bdije nad Indijancima iz misije.